# Oleg Alexandrovič Lavrenťjev
Oleg Alexandrovič Lavrenťjev (rusky Олег Александрович Лаврентьев; (7. července 1926 – 10. února 2011) byl sovětský fyzik.

## Život
Narodil se v Pskově, v rodině potomků rolníků.
Jeho otec Alexander pracoval jako úředník ve Pskovské továrně, jeho matka Alexandra byla zdravotní sestra.
Během druhé světové války, ve věku 18 let se dobrovolně přihlásil na frontu. Účastnil se bitev pro v baltských státech, poté byl převelen do Sachalinského vojenského okruhu a pokračoval ve vojenské službě v Poronajsku.

## Vodíková bomba a řízené termojaderná fúze
V roce 1941 po přečtení knihy Úvod do jaderné fyziky projevil zájem o toto téma. Zatímco pobýval na Sachalinu, sám se vzdělával za pomoci knihovna technické literatury a vysokoškolských učebnic. V roce 1948 dostal za úkol připravit přednášku o jaderné fyzice. Během přípravy měl čas promyslet problém, což ho vedlo k sepsání dopisu Ústřednímu výboru KSSS. Z Moskvy přišel rozkaz vytvořit pro něj prostředí vhodné k práci. V hlídané místnosti vyhrazené pro něj napsal první článek, který poslal v červenci 1950 přes tajnou poštu na oddělení těžkého strojírenství Ústředního výboru.
Jeho návrh se skládal ze dvou částí. Za prvé navrhl vyrobení vodíkové bomby, založené na deuteridu lithném. V druhé části jeho práce popisuje jak získat elektřinu z řízené termonukleární fúze.
V roce 1950 byl Lavrentěv propuštěn z armády a vrátil se do Moskvy, kde vstoupil na Katedru fyziky Moskevské státní univerzity. O několik měsíců později byl povolán k ministrovi V. A. Machněvovi, zodpovídajícímu za jaderný průmysl a o několik dní později do Kremlu za předsedou výboru pro atomové a vodíkové zbraně Lavrentijem Berijou.
Po setkání s Berijou dostal Lavrentěv dostal nové bydlení a stipendium. Bylo mu dovoleno účastnit se přednášek a dostal přístup k odborné literatuře, současně mu byl k výuce matematiky přidělen profesor A. A. Samarskij (později akademik a držite titulu Hrdina socialistické práce).
V květnu 1951 získal Lavrentěv přístup k nově zahájenému Státnímu programu výzkumu fúze. Výzkumy ve fyzice plazmatu vysokých energií prováděné v Laboratoři přístrojové techniky SSSR, (později Kurčatovův institut), byly klasifikovány jako přísně tajné. Dále pokračovalo testování a vývoj fúzního reaktoru navrženého Andrejem Sacharovem a Igorem Tammem.
V srpnu 1953 Sovětský Svaz otestoval termonukleární hlavici založenou na deuteridu lithném. Na rozdíl od jiných fyziků podílejících se na vývoji nové zbraně, kteří obdrželi státní vyznamenání a hodnosti byl Lavrentěvovi odepřen vstup do laboratoře a byl nucen napsat projekt disertační práce bez přístupu do laboratoře a bez vědeckého poradce. Nicméně absolvoval s vyznamenáním na základě teoretické práce o řízené termonukleární fúzi.
Na jaře roku 1956 byl Lavrentěv poslán do Charkovské školy teoretické fyziky v Charkově a představil svou zprávu o teorii elektromagnetické pasti řediteli organizace Kyrillovi Sinelnikovi. V roce 1958 byla postavena první elektromagnetická past.

## Vyznamenání
- Řád vlastenecké války II. třídy – 4. června 1985[4]
- Medaile za vítězství nad Německem ve Velké vlastenecké válce 1941–1945
- Medaile 30. výročí sovětské armády a námořnictva